# Johanna Moosdorf
Johanna Moosdorf (* 12. Juli 1911 in Leipzig; † 21. Juni 2000 in Berlin) war eine deutsche Schriftstellerin. Im Zentrum ihres literarischen Schaffens standen unkonventionelle Frauengestalten sowie der im Alltagsleben noch wenig aufgearbeitete Faschismus.

## Leben und Wirken

### Leben

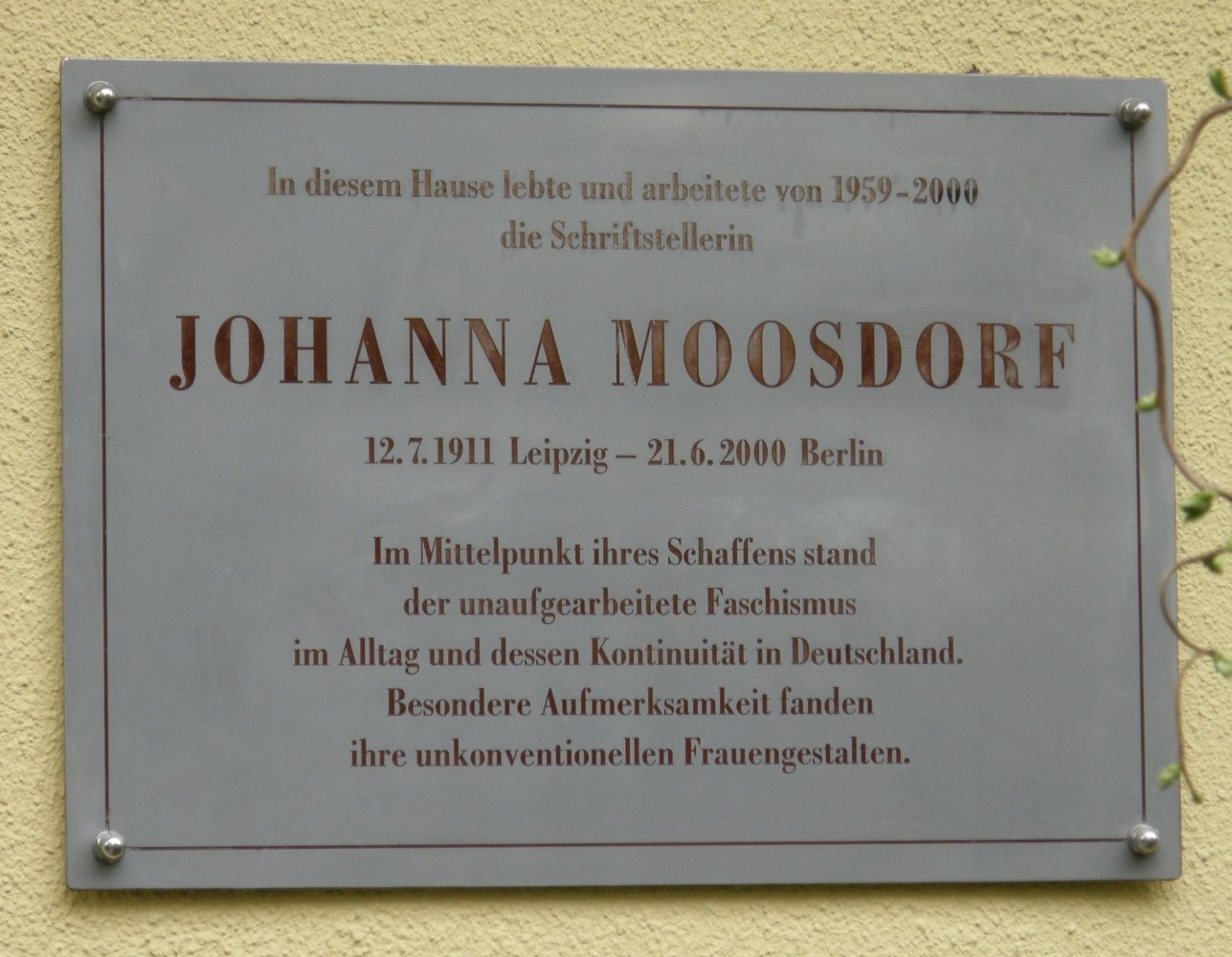
Gedenktafel Johanna Moosdorf in Berlin

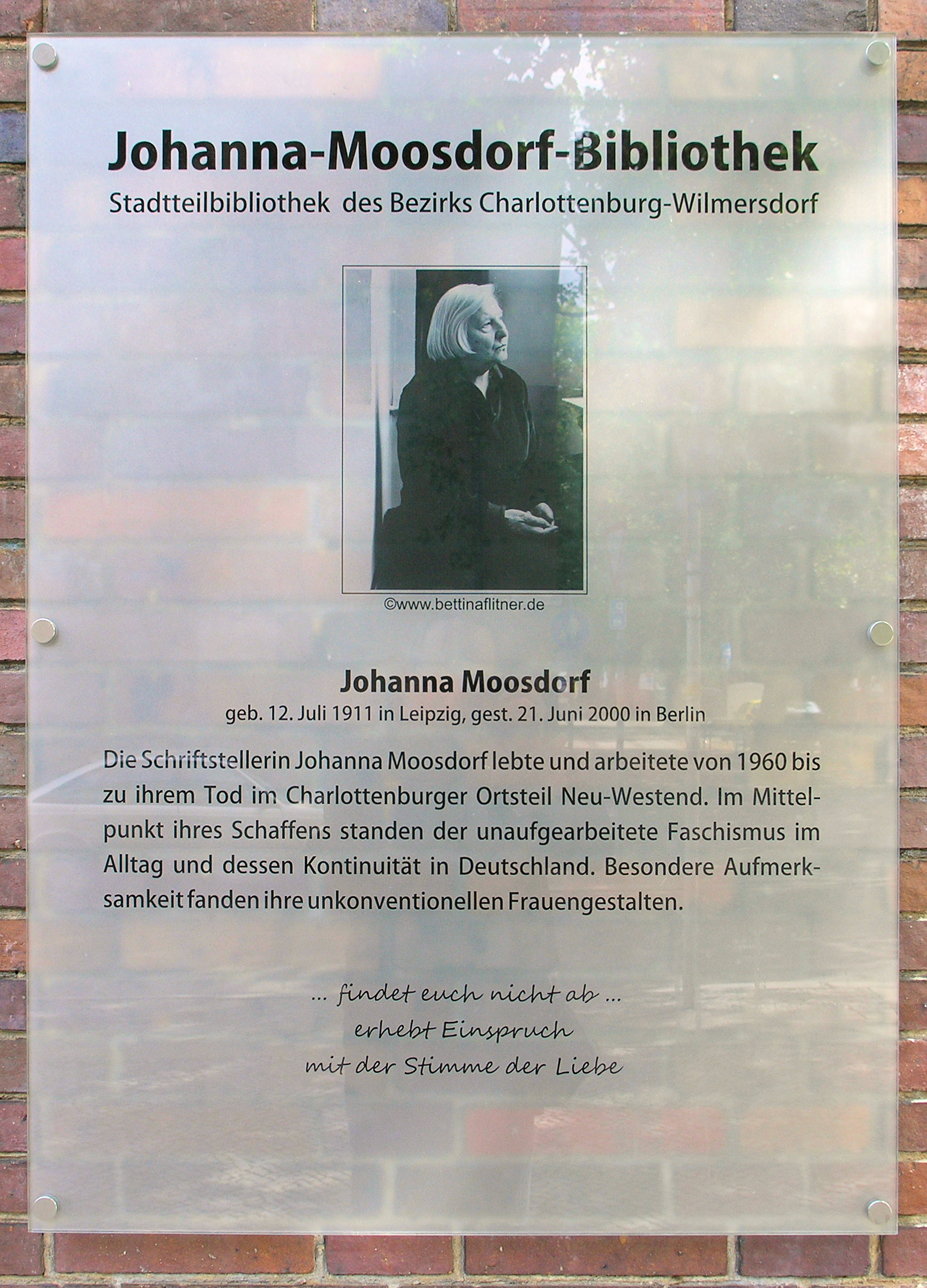
Gedenktafel an der nach ihr benannten Bibliothek, Westendallee 45, in Berlin-Westend

Johanna Moosdorf wuchs in einer Buchdruckerfamilie auf, besuchte die Höhere Mädchenschule in Leipzig. Wegen anhaltender Meinungsverschiedenheiten mit ihrem Vater folgte sie bald ihrem Bruder Wilhelm auf den Habertshof, einer christlich- sozialistischen Kommune in der Rhön, die eine der ersten Erwachsenenbildungsstätten betrieb. Dort lernte sie ihren späteren Mann Paul Bernstein kennen, der als Lehrer an der Schule tätig war. Noch vor der Zerschlagung des Projekts Habertshof durch die Nazis zog sie nach Berlin. Dort beschäftigte sie sich mit Literatur und Kunstgeschichte und beschloss, Schriftstellerin zu werden. Sie heiratete Paul Bernstein (1897–1944), einen der SPD nahestehenden Politikwissenschaftler, der als Dozent für Jugend- und Erwachsenenbildung beschäftigt war. Mit ihm leitete sie in Berlin-Kreuzberg bis zur Schließung im Frühjahr 1933 ein Gewerkschaftsheim. Da ihr Mann Jude und sie nicht Mitglied der Reichsschrifttumskammer war, zog ein Verlag 1933 die Veröffentlichung ihres ersten Lyrikbandes zurück. Ihr Mann, mit dem sie zwei Kinder hatte, erhielt Berufsverbot. Um Arbeit zu finden und ihre beiden Kinder versorgen zu können, ließ sie sich pro forma scheiden. Zusammen planten sie eine Emigration, die aber durch den Kriegsausbruch nicht mehr zustande kam. 1944 wurde Paul Bernstein nach Theresienstadt deportiert; im KZ Auschwitz wurde er kurz vor dem Kriegsende ermordet. Sie floh mit ihren Kindern in das Sudetenland.
Nach dem Krieg arbeitete Johanna Moosdorf als Kulturredakteurin bei der Leipziger Volkszeitung und wurde Chefredakteurin der Literaturzeitung „März“, die aber 1948 wegen Westtendenzen verboten wurde. Sie arbeitete in einem Braunkohlen-Kombinat und zog 1950 aufgrund eines Hinweises auf drohende politische Verfolgung nach West-Berlin. Seither lebte sie als freie Schriftstellerin. Stipendienaufenthalte führten sie 1963 in die Villa Massimo und 1972 in das Atelierhaus Worpswede. Einige Bücher hatten Erfolg, so erschien ihr bei Suhrkamp veröffentlichter Roman Nebenan auch in New York und London und wurde zudem ins Polnische, Schwedische, Serbokroatische und Ukrainische übersetzt. 1963 erhielt sie den renommierten Nelly-Sachs-Preis.
Moosdorf war zweimal verheiratet, ihr zweiter Mann starb 1988. Sie konnte in ihren letzten Lebensjahren wegen eines unheilbaren Augenleidens nicht mehr allein das Haus verlassen und nur noch mit Hilfe eines stark vergrößernden Lesegerätes arbeiten und lesen. Vom Literaturbetrieb vergessen verstarb sie im Juni 2000 im Alter von fast 89 Jahren an einer Krebserkrankung, begleitet von ihrem aus den USA angereisten Sohn Tom Bernstein.

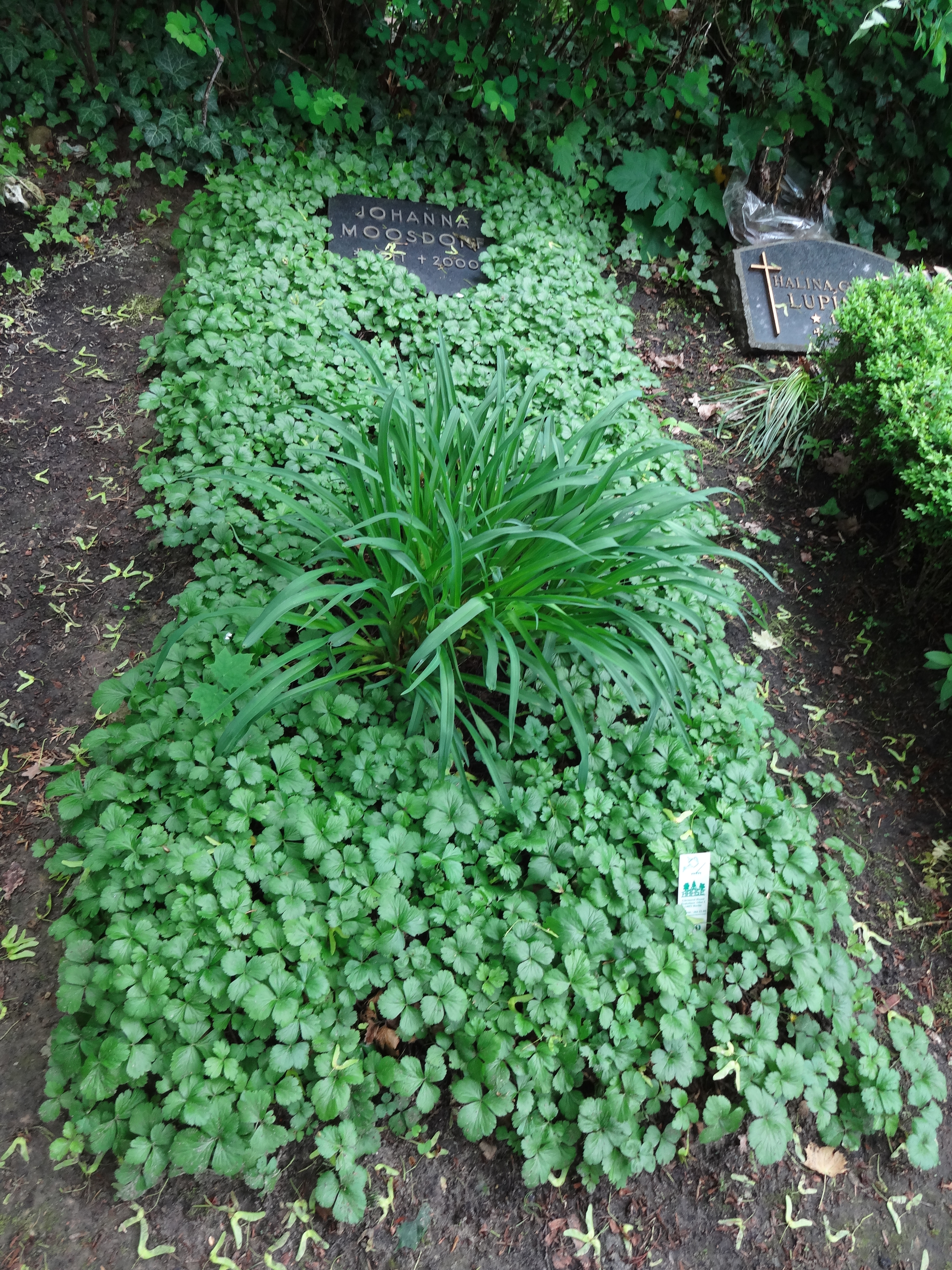
Grab von Johanna Moosdorf auf dem Friedhof Heerstraße in Berlin-Westend

Ihr Grab befindet sich auf dem landeseigenen Friedhof Heerstraße in Berlin-Westend (Grablage: 18-L-137). Ein Antrag, die letzte Ruhestätte von Johanna Moosdorf als Ehrengrab des Landes Berlin zu widmen, wurde im Jahr 2005 von der Berliner Senatsverwaltung für Stadtentwicklung abgelehnt mit der Begründung, dass „u. a. das Andenken in der Öffentlichkeit nicht mehr fortlebt“.
Ihre Bücher wurden kürzlich neu aufgelegt und sind im Buchhandel seitdem wieder erhältlich.
In dem Haus, in dem sie von 1959 bis zu ihrem Tod gelebt hat, wurde 2006 in einer Feier eine Gedenktafel enthüllt, die auf ihr Werk und ihre Bedeutung hinweisen: „Im Mittelpunkt ihres Schaffens stand der unaufgearbeitete Faschismus im Alltag und dessen Kontinuität in Deutschland. Besondere Aufmerksamkeit fanden ihre unkonventionellen Frauengestalten.“ Zuletzt arbeitete sie an einem Manuskript mit dem Titel Das verschwundene Haus; der unvollendete Text befindet sich mit ihrem literarischen Nachlass im Deutschen Literaturarchiv Marbach.

### Literarisches Wirken
Ein wichtiges Buch ist Moosdorfs Alterswerk Jahrhundertträume, worin sie große Teile ihrer Lebensgeschichte zu einem Roman verarbeitet hat. Die Schriftstellerin Meininger zieht sich in eine Berliner Dachwohnung zurück und will dort die Begebenheiten ihres Lebens aufschreiben. Es ist die Geschichte der Liebe zu ihrem Mann, dem jüdischen Politologen Meerstern, der durch die Rassenpolitik des „Dritten Reiches“ verfolgt und in Auschwitz ermordet wurde. Sie schreibt über ihre Alpträume, hervorgerufen durch die ständige Bedrohung und Gewalt während des Nationalsozialismus und den heute immer noch vorhandenen Faschismus. An einer Stelle sagt die Protagonistin: „Das Schreckliche lässt sich nicht wirklich mitteilen.“ Die Autorin hat mit der Gestalt des Intellektuellen Meerstern ein bewegendes Porträt ihres Mannes entworfen. Sie setzt „den Opfern des Holocaust ein Denkmal und fragt gleichzeitig unerbittlich nach der Schuld […]. Mit dem Roman Jahrhundertträume legte Moosdorf eine exemplarische Autobiographie über das Erleben der Nazizeit […] vor.“ Der Roman „fasziniert durch seine Erzählform, seine Sprache und seine Bilder. Eine bestürzende und bewegende Trauerarbeit von großer Glaubwürdigkeit“ wurde ihr Alterswerk bei der Gedenkrede anlässlich der Enthüllung ihrer Gedenktafel charakterisiert.
An ihrem Roman Die Freundinnen hatte Moosdorf sieben Jahre gearbeitet, der Suhrkamp-Verlag hatte bereits zwei ihrer Bücher veröffentlicht, doch dieses Buch lehnte der Verlagsleiter Siegfried Unseld 1970 ab, da mit Djuna Barnes’ Nachtgewächs „einfürallemal der gültige Maßstab für eine Schilderung weiblicher Liebespaare“ geschrieben sei. Für eine „positive, selbstverständliche Darstellung einer lesbischen Liebesbeziehung“ war es zu früh. Die Frauen- und Lesbenbewegung hatte noch nicht richtig begonnen. Das Buch erschien erst 1977 auf dem Höhepunkt dieser Bewegung und liegt heute in der 7. Auflage vor. Sein Thema ist eine Liebesbeziehung zwischen zwei Frauen. Die Geschichte wird aus der Perspektive der lesbischen Protagonistin erzählt. Das Kritische Lexikon zur deutschsprachigen Gegenwartsliteratur fasst die Bedeutung der Schriftstellerin so zusammen: „Johanna Moosdorfs Werk, das in seiner Stilistik durch eine ganz eigene Schreibweise der Montage von Gegenwart und Vergangenheit, Wirklichkeit und Traum, Erdachtem, Erträumtem und Realem, durchwirkt mit poetologischen, philosophischen, politischen, patriarchatskritischen und utopischen Elementen, charakterisiert ist, widmet sich vor allem zwei großen Themenkomplexen: der Auseinandersetzung mit dem Faschismus und dessen Kontinuität in der Bundesrepublik sowie der Gewinnung und Begründung einer weiblichen Perspektive. Beide Themenbereiche sind mehr oder weniger zwangsläufig aus biographischen Gründen die ihren geworden; beide werden in ihrem Schreiben auch inhaltlich zunehmend miteinander verwoben.“
In ihrem vielfach übersetzten Roman Nebenan (1961), für den Moosdorf den „Nelly-Sachs-Preis“ erhielt, geht es um die Auseinandersetzung mit der jüngsten deutschen Vergangenheit. Ein KZ-Arzt spritzte Hunderte Kinder in medizinischen Experimenten zu Tode, weist seine sich deswegen von ihm abwendende Frau in die Nervenheilanstalt, kommt nach dem Krieg unter anderem Namen zu Ansehen und Ehren, wird aber später entlarvt. Außergewöhnlich ist, dass Moosdorf den Roman vielfach aus der Perspektive der psychisch gestörten Frau erzählt, die den Krieg überlebt hat. Auch in anderen Büchern der Autorin finden sich die Themenkomplexe Rassismus, Nationalismus sowie männlicher Chauvinismus. Moosdorfs Gedichte blieben relativ unbeachtet.

### Preise und Auszeichnungen
- 1950: Literaturpreis der Stadt Leipzig
- 1950: Thomas-Mann-Förderpreis
- 1952: Carl-Zuckmayer-Förderpreis
- 1963: Nelly-Sachs-Preis
- 2006: Gedenktafel in Berlin

### Zitat
- „Das Engagiertsein ist für mich eine Gegebenheit, ich engagiere mich nicht, und ich werde nicht engagiert: ich bin engagiert – allerdings in einem weiten Sinne, engagiert für den Menschen.“[8]

### Ehrung

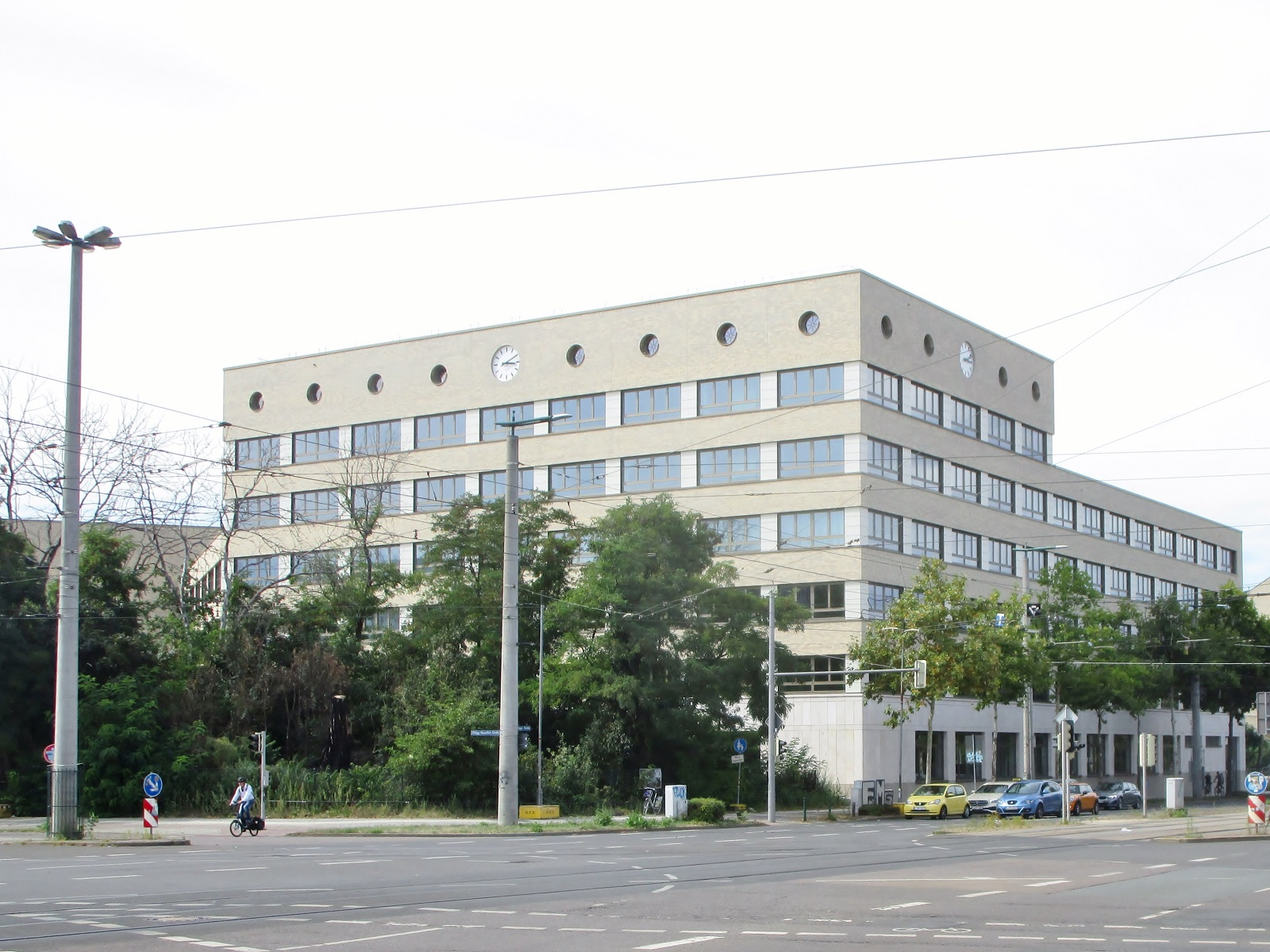
Johanna-Moosdorf-Schule

2024 erhielt ein neu gebautes Gymnasium an der Prager Straße in Leipzig den Namen Johanna-Moosdorf-Schule.

## Werke
- Flucht aus der Zeit. Erzählung. Achilla-Presse, Bremen, Hamburg 1997. ISBN 3-928398-41-5.
- Franziska an Sophie. Erzählung. Fischer-Taschenbuch-Verlag, Frankfurt/M. 1993. ISBN 3-596-11861-1.
- Die Tochter. Geschichten aus vier Jahrzehnten. Nachwort: Regula Venske. Fischer-Taschenbuch-Verlag, Frankfurt/M. 1991. ISBN 3-596-10506-4.
- Fahr hinaus in das Nachtmeer. Gedichte. Fischer-Taschenbuch-Verlag, Frankfurt/M. 1990. ISBN 3-596-10217-0.
- Jahrhundertträume. Roman. Fischer-Taschenbuch-Verlag, Frankfurt/M. 1989. ISBN 3-596-24739-X.
- Neue Gedichte. Bläschke, St. Michael 1983. ISBN 3-7053-1827-6.
- Sieben Jahr’, sieben Tag’. Gedichte 1950 – 1979. Limes, Wiesbaden, München 1979. ISBN 3-8090-2153-9.
- Die Freundinnen. Roman. Nymphenburger. München 1977. ISBN 3-485-00326-3 (zuletzt: Fischer-Tb., Frankfurt/M. 1994. ISBN 3-596-24712-8)
- Die Andermanns. Roman. Goverts, Stuttgart 1969 (zuletzt: Fischer-Tb., Frankfurt/M. 1992. ISBN 3-596-11191-9)
- Der blinde Spiegel. Hörspiel. Westdeutscher Rundfunk 1963.
- Johanna Moosdorf. Nelly-Sachs-Preisträgerin Dortmund 1963. Stadtbücherei Dortmund 1965.
- Die lange Nacht. Erzählung. Suhrkamp, Frankfurt/M. 1963 (zuletzt: Achilla-Presse, Oldenburg 1991. ISBN 3-928398-02-4)
- Nebenan. Roman. Suhrkamp, Frankfurt/M. 1961 (englisch: London 1963, New York 1964; polnisch: Warschau 1964; schwedisch: Stockholm 1964; serbokroatisch: Belgrad 1966; ukrainisch: Kiew 1967)
- Schneesturm in Worotschau. Novelle. Bertelsmann, Gütersloh 1957.
- Der Himmel brennt. Roman. Schröder, Hamburg 1955.
- Die Nachtigallen schlagen im Schnee. Roman. Büchergilde Gutenberg, Frankfurt/M. 1953 (zuletzt: Achilla-Presse, Bremen 1995. ISBN 3-928398-09-1); französisch: Paris 1959.
- Flucht nach Afrika. Roman. Klemm, Freiburg i. Br. 1952 (englisch: New York 1954, London 1955; französisch 1955; schwedisch 1956)
- Nachspiel. Eine Novelle. Lied der Zeit, Berlin 1948.
- Zwischen zwei Welten. 4 Novellen. Neues Leben, Berlin 1948.
- Das Bildnis. Roman. Dietz, Berlin 1947.
- Brennendes Leben. Gedichte. J. H. W. Dietz Nachf., Berlin 1947.

## Sekundärliteratur und Quellen
- Klara Obermüller: Im Sternbild der Freundinnen. In: Frankfurter Allgemeine Zeitung, 7. September 1977.
- Susanne Kraft, Regula Venske: Johanna Moosdorf. In: Kritisches Lexikon zur deutschsprachigen Gegenwartsliteratur KLG. ISBN 978-3-88377-927-0.
- Madeleine Marti: Zur Erinnerung an die Schriftstellerin Johanna Moosdorf. Vortrag am 12. Juli 2006 in Berlin.
- Regula Venske: Die 1. Nachtigall im Schnee. In: Emma, Juli/August 1993.
- Regula Venske: Schriftstellerin gegen das Vergessen. Johanna Moosdorf. In: Inge Stephan, Regula Venske, Sigrid Weigel: Frauenliteratur ohne Tradition? Neun Autorinnenporträts. Fischer Taschenbuch, Frankfurt/M. 1987.